# Józef Kożuch
Józef Kożuch właściwie Azriel Kożuch (ur. 16 maja 1919 r., w Sosnowcu,  prawdopodobnie 1/2 sierpnia 1943) – żydowski działacz ruchu oporu w czasie II wojny światowej, działacz syjonistyczny, współorganizator, członek i lider miejskiego oddziału organizacji Hanoar Hacijoni. Starszy brat Bolesława Kożucha. 
Urodził się w Sosnowcu jako syn działacza syjonistycznego Zelmana Kożucha. Mieszkał przy ul. Dekerta. Był absolwentem Gimnazjum Państwowego im. Stanisława Staszica w Sosnowcu. W 1938 r., zdał egzamin maturalny. Od połowy lat 30. XX w., był aktywistą syjonistycznym, wierzącym w potrzebę powstania wolnego państwa Izrael. W pierwszym okresie okupacji niemieckiej zaangażowany był w tajne nauczanie oraz szkolenie młodzieży w zakresie samoobrony. Nawiązał między innymi współpracę z organizacją Ha-Szomer Ha-Cair. Wraz z bratem – Bolesławem Kożuchem, Cwi Brandesem i Frumką Płotnicką był organizatorem powstania w getcie będzińsko-sosnowieckim. Był posiadaczem paszportu Paragwaju wystawionego przez Grupę Ładosia.
Na sosnowieckim osiedlu Środula znajduje się plac noszący imię Braci Kożuchów, od 1985 r., jest tam symboliczny pomnik z napisem – „Pamięci Żydów polskich pomordowanych przez hitlerowców w latach II wojny światowej na terenie getta w Sosnowcu-Środuli”.